# Prawyj Sektor
Der Prawyj Sektor (ukrainisch Пра́вий се́ктор, deutsche Übersetzung: Rechter Sektor) ist eine rechtsextreme ukrainische politische Organisation, die sich im März 2014 zu einer politischen Partei (Prawyj Sektor) formierte. Ursprünglich entstand sie im November 2013 als rechtsgerichteter, paramilitärischer Zusammenschluss mehrerer radikaler nationalistischer Organisationen während der Euromaidan-Proteste in Kiew, wo Mitglieder an Zusammenstößen mit der Bereitschaftspolizei teilnahmen.
Mit einer angeblich für alle Russischsprachigen in der Ukraine vom Prawyj Sektor ausgehenden Bedrohung rechtfertigte ab Frühjahr 2014 die russische Propaganda den russischen Krieg im Donbass.

## Entstehung
Die Gruppe entstand im November 2013 während des Euromaidan als Zusammenschluss von mehreren ultranationalistischen und rechtsextremen Gruppen. Gründungsorganisationen waren unter anderem die Organisation Trysub, die Sozial-Nationale Versammlung, deren paramilitärischer Arm Patriot der Ukraine sowie die Partei UNA-UNSO. Dabei wird ihr für die Eskalation der Gewalt eine Mitverantwortung zugeschrieben.
Die Koalition der verschiedenen Kräfte formierte sich am 22. März 2014 als eine politische Partei (Prawyj Sektor).

## Rolle
Prawyj Sektor bezeichnete sich selbst gegenüber den Medien und der Öffentlichkeit verantwortlich für Erfolge rund um den Euromaidan 2013 und 2014 und als „Teil des Selbstverteidungssystems des Maidan“. Dmytro Jarosch, ein Sprecher und späterer Parteichef, gab Anfang Februar 2014 in einem Interview an, er und seine Kräfte seien bereit zum „bewaffneten Kampf“, seine Organisation verfüge auch über Schusswaffen. Darauf und auf das Vorgehen von Swoboda und einzelnen rechtsextremen Aktivisten stützen sich die Behauptungen von Russland und dem ehemaligen Präsidenten Wiktor Janukowytsch, dass Nationalisten und Faschisten für die Protestbewegung verantwortlich gewesen seien.
Der Politikwissenschaftler Wjatscheslaw Lichatschew aus Kiew ist anderer Meinung. Als Leiter der National Minority Rights Monitoring Group beschäftigt sich Lichatschew mit Rechtsradikalismus in der Ukraine und Russland. „Prawyj Sektor war eine unbekannte Gruppe und hatte bei den Protesten lediglich 200 Mitglieder. Es ist also sehr schwer zu behaupten, dass sie eine so tragende Rolle eingenommen hat.“

## Tätigkeiten als paramilitärische Gruppe

### Euromaidan

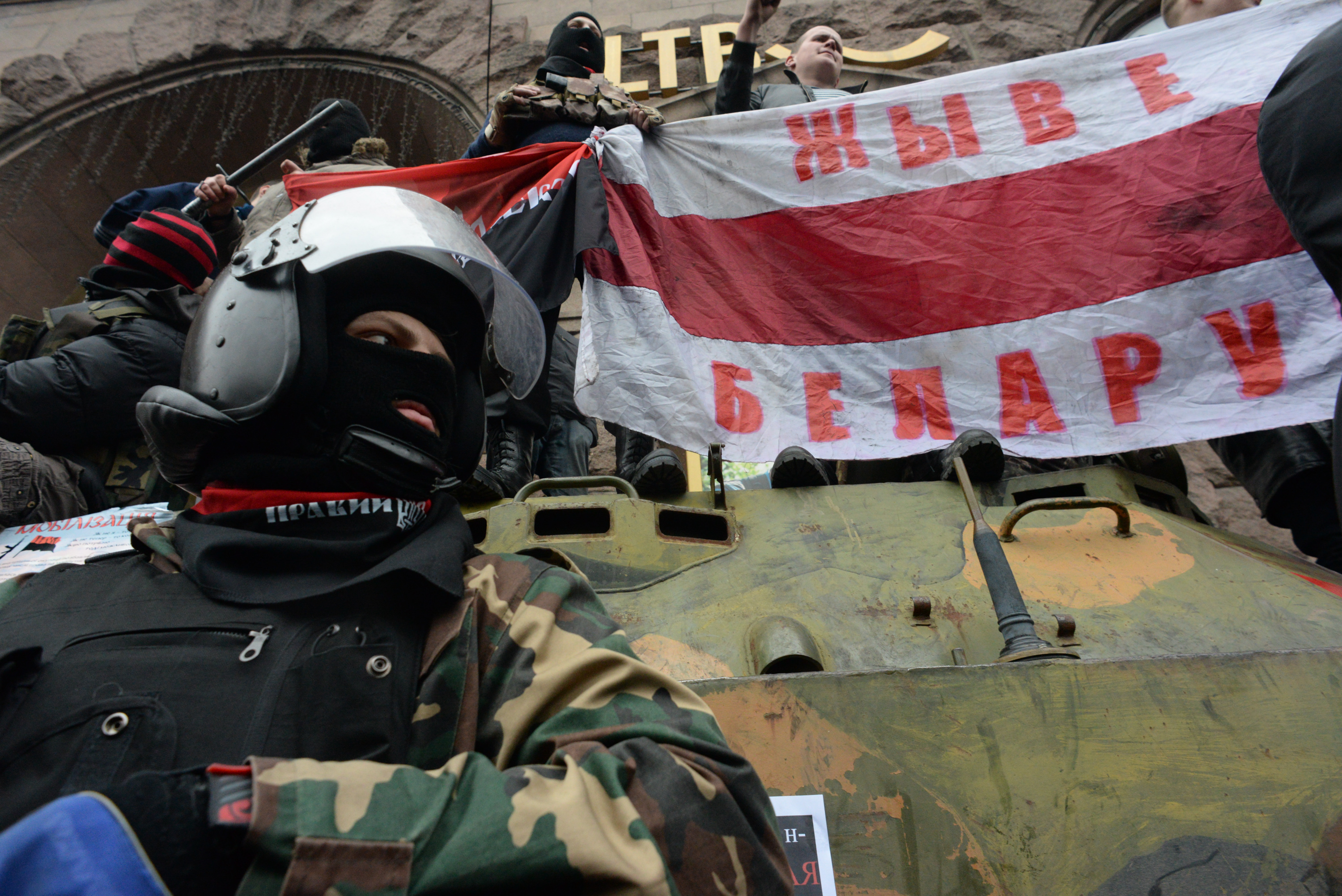
Mitglied des Rechten Sektors während des Euromaidan

Der Rechte Sektor gründete sich im Zuge der Proteste gegen die ukrainische Regierung im November 2013 auf dem Kiewer Maidan. Er bildete eine von zahlreichen Gruppen, die gegen die Politik von Wiktor Janukowytsch protestierten. Hierbei tat der Rechte Sektor sich durch paramilitärisches Auftreten und eine, im Vergleich zu den anderen Demonstranten, gute Organisation hervor.
Straßenkämpfer nahmen an Zusammenstößen mit der Bereitschaftspolizei teil.
Im Gegensatz zu anderen, proeuropäischen Gruppen, richtete sich der Protest des Rechten Sektors primär gegen den Versuch von Janukowitsch, den OUN-Nationalismus zurückzudrängen und zielte auf die Errichtung eines nationalistischen Regimes ab.
Am 21. Februar 2014 erklärte Jarosch, die nationale Revolution in der Ukraine gehe weiter, sie werde mit der „vollständigen Beseitigung des internen Okkupationsregimes enden“.
In den darauffolgenden Tagen kam es zu gewaltsamen Übergriffen und Einschüchterungen unter Beteiligung führender Mitglieder des Rechten Sektors. So erschien Oleksandr Musytschko am 24. Februar mit einem Sturmgewehr im Regionalparlament der Oblast Riwne und forderte, Familien von Demonstranten bevorzugt Wohnungen zuzuweisen. Am 27. Februar bedrängte und schlug er im Beisein von Medienvertretern einen Staatsanwalt der Riwner Oblast. Musytschko wurde in der Nacht vom 24. auf den 25. März 2014 in Riwne von der ukrainischen Polizei erschossen.
In einem Interview mit der Moskauer Internet-Zeitung Lenta.ru erklärte Dmytro Jarosch, die Hälfte der Mitglieder des Rechten Sektors spreche Russisch und stamme aus dem Osten der Ukraine, auch russische Staatsbürger hätten „zusammen mit uns auf den Barrikaden gekämpft“.

### Nach dem Maidan

#### Forderung nach Entwaffnung
Die von den Außenministern Deutschlands, Polens und Frankreichs am 21. Februar 2014 vermittelte und unterzeichnete Vereinbarung mit Wiktor Janukowytsch sah die Entwaffnung aller Milizen vor.
Am 20. März forderte die Übergangsregierung unter Arsenij Jazenjuk die Mitglieder der sog. „Selbstverteidigungskräfte“ des Kiewer Unabhängigkeitsplatzes zur Abgabe aller illegalen Waffen bis zum Folgetag auf. Am 22. März 2014 forderte der deutsche Außenminister Frank-Walter Steinmeier von der Übergangsregierung abermals die Entwaffnung der Milizen. Bei einem Treffen der drei Außenminister am 31. März 2014 in Weimar wurde die Forderung nach Entwaffnung und die Wiederherstellung des staatlichen Gewaltmonopols bekräftigt. Am selben Tag erklärte das ukrainische Innenministerium, dass die Frist, bis zu der illegale Waffen straflos abgegeben werden können, bis zum 30. April verlängert wird.

#### Aktionen nach dem Maidan

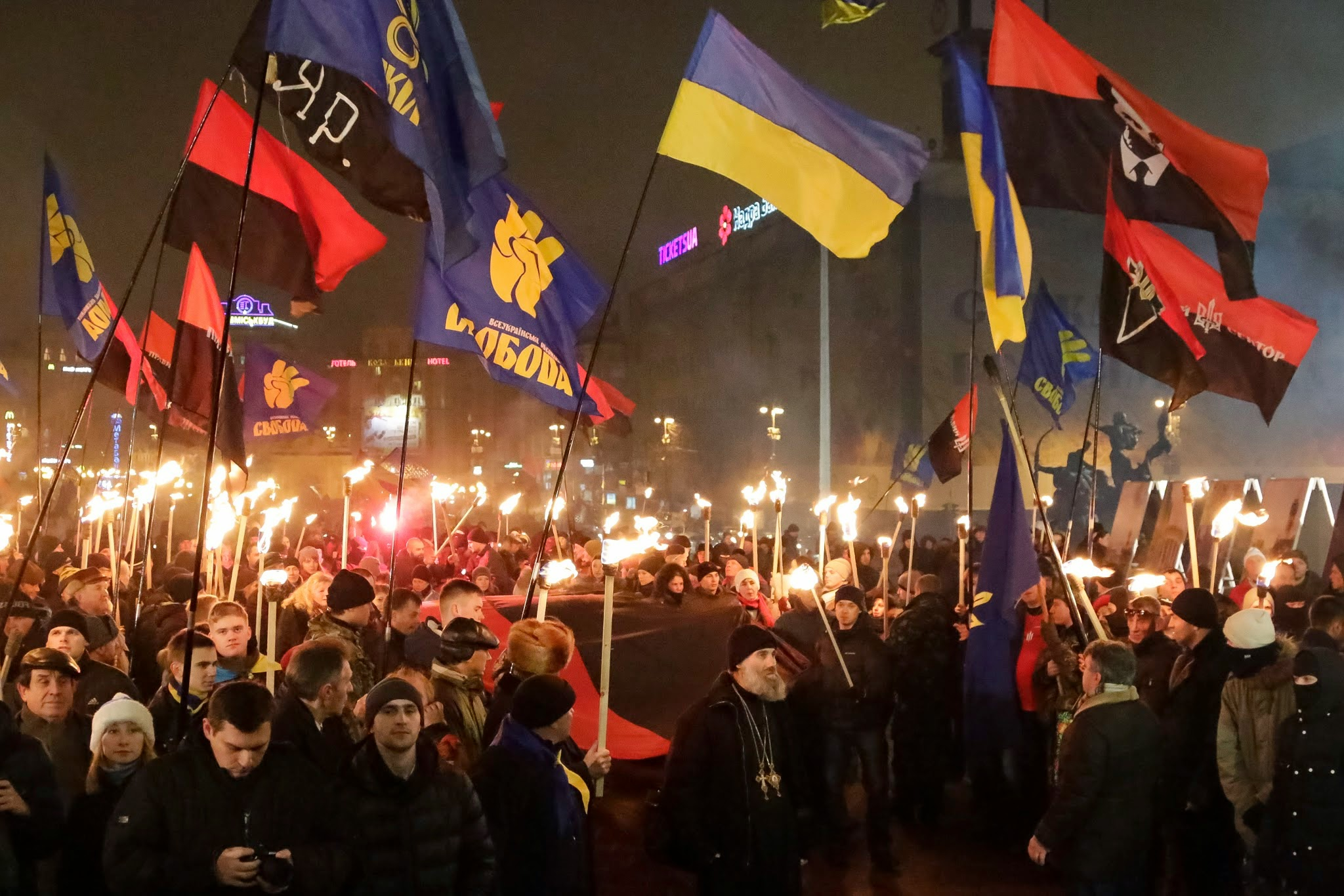
Der Gedenkmarsch am 1. Januar 2015 für Stepan Bandera wurde unter anderem auch durch Mitglieder des Prawyj Sektor veranstaltet

Obwohl Jarosch bei der Regierungsbildung zwecks Einbindung zwei Posten angeboten wurden, beteiligte sich der Rechte Sektor nicht an der am 27. Februar gebildeten ukrainischen Übergangsregierung. Allerdings stellte die Swoboda-Partei im Kiewer Kabinett mehrere Minister, wobei der neue Sekretär des Sicherheits- und Verteidigungsrates der Ukraine, Andrij Parubij, als „Kommandant“ des Maidan eng mit dem Führer des Rechten Sektors, Dmytro Jarosch, kooperierte.
Am Abend des 14. März 2014 beschossen Mitglieder des Prawyj Sektor in Charkiw Jugendliche, die das Lenin-Denkmal am Freiheitsplatz bewachten, aus einem Kleinbus heraus mit Tränengasgranaten. Beim späteren Versuch, deren Büro zu stürmen, wurden Artjom Schudow und Aleksej Scharow von Mitgliedern des Prawyj Sektor erschossen. Fünf weitere Menschen – darunter ein Polizist – wurden von Kugeln schwer verletzt. Nach Verhandlungen wurden die Waffen im Büro des Prawyj Sektor niedergelegt, und 29 Mitglieder wurden von der Polizei abgeführt.
Das russische Außenministerium erklärte am 15. März 2014, „eine Autokolonne mit bewaffneten Söldnern des Rechten Sektors“ sei „von Charkiw nach Donezk und Luhansk gefahren“. Das Außenministerium erklärte auch, Russland prüfe „zahlreiche Bitten von ukrainischen Zivilbürgern, sie vor Handlungen der Extremisten, darunter der Mitglieder des Rechten Sektors, zu schützen“. Dass der Rechte Sektor nicht entwaffnet wurde, bezeichnete der russische UNO-Botschafter Witali Tschurkin in seiner Begründung des russischen Vetos gegen eine Resolution des UN-Sicherheitsrates zur Verurteilung des Krim-Referendums als einen Verstoß gegen das Abkommen vom 21. Februar 2014.
Am 18. März 2014 erklärte Jarosch, die Mitglieder des Prawyj Sektor würden ihre erbeuteten Waffen nicht abgeben. Kein einziger seiner „Kämpfer“ werde in die neu geschaffene ukrainische Nationalgarde eintreten. Die Lehrinhalte dort ähnelten eher einer Besichtigungstour, als dass sie eine Kampfausbildung darstellten. Seinen Worten nach rechneten sich derzeit etwa 10.000 Menschen in der gesamten Ukraine dem Prawyj Sektor zu, die genaue Anzahl der in ihren Händen befindlichen Waffen kenne niemand.
In Zusammenhang mit dem Tod von Olexandr Musytschko warf Jarosch dem amtierenden ukrainischen Innenminister Arsen Awakow am 25. März 2014 „aktive konterrevolutionäre Tätigkeit“ vor und forderte dessen Rücktritt. Awakow und der ehemalige Verteidigungsminister Ihor Tenjuch müssten vor Gericht gestellt werden. Am 27. März umstellten rund 1.000 rechtsextreme Demonstranten das Parlamentsgebäude in Kiew und forderten Awakows Entlassung. Sie warfen Scheiben ein und drohten das Gebäude zu stürmen. Anderen Angaben zufolge waren es 2.000 Radikale. Am 27. März stimmte das Parlament einer Untersuchungskommission über den Tod Musytschkos zu. Bei einer Parlamentssitzung am 28. März bezeichnete Interimspräsident Oleksandr Turtschynow diese Belagerung als einen Versuch zur Destabilisierung der Situation in der Ukraine. Dies sei genau die Aufgabe, die die politische Führung Russlands ihren Spezialdiensten gegeben habe. Catherine Ashton verurteilte am 29. März die Aktion des Prawyj Sektor vor dem Parlament scharf.
Nach einer Schießerei am 31. März 2014 in Kiew, an der ein Mitglied des Rechten Sektors beteiligt war und die drei Verletzte forderte, umstellten in der Nacht zum 1. April schwer bewaffnete Angehörige der Spezialeinheit Alfa des SBU das Hotel Dnipro im Zentrum von Kiew. Das Hotel war seit dem Sturz der Regierung Janukowytsch vom Prawyj Sektor besetzt und diente der Gruppe als „Hauptquartier“. Am Morgen darauf teilte Awakow mit, der Prawyj Sektor habe das Hotel verlassen. Die Gruppe habe ihre Waffen an die Polizei übergeben. Am 1. April beschloss die Werchowna Rada in einer Resolution die Entwaffnung aller paramilitärischen Gruppen, die sich im Zuge der Proteste im Land gebildet hatten.

### Krim
Am 28. Februar 2014 erklärte der Rechte Sektor, die von Russland lancierten Gerüchte über eine Bedrohung der Bevölkerung durch bewaffnete Kräfte des Rechten Sektors seien unwahr, vielmehr hoffe er auf eine politische Lösung. Gegenüber der US-Rundfunkstation Radio Liberty (RFE/RL) (svobodanews.ru) erklärte ein Sprecher der Gruppe wiederum einen Tag später, der vermeintliche Aufruf sei Teil einer Schmutzkampagne, die Website der Organisation sei gehackt worden.
Am Tag des Krim-Referendums drohte Jarosch mit der Zerstörung von Pipelines, mit denen Erdöl und Erdgas von Russland nach Westeuropa befördert werden, sollten russische Soldaten „unseren Boden“ betreten.
Seit der Annexion der Krim durch Russland im März 2014 ist der Rechte Sektor auf der Krim verboten.
Von September 2015 an waren Mitglieder des Rechten Sektors an der Blockade von LKWs, die Lebensmittel auf die Krim bringen sollten, beteiligt.
Obwohl das Vorgehen nach ukrainischem Recht illegal war, wurde es von der Regierung unter Präsident Petro Poroschenko geduldet. Die Blockade hielt mehrere Monate lang an.
Am 20. November 2015 versuchten Krimtataren und Kämpfer des Rechten Sektors Stromleitungen, die zur Krim führten, zu sprengen. Dabei wurden diese schwer beschädigt. Die Nationalgarde der Ukraine vertrieb die Aktivisten und ermöglichte Reparaturtrupps den Zugang zu den Leitungen.
In der Nacht auf Sonntag, den 22. November 2015, wurden mehrere Strommasten in der Oblast Cherson in die Luft gesprengt. Dies führte dazu, dass auf der gesamten Krim der Strom ausfiel und der Notstand ausgerufen wurde. Zwei Atomkraftwerke mussten aufgrund des Anschlages unplanmäßig neu gestartet werden, was einen risikobehafteten Vorgang darstellte. An der Tat waren mutmaßlich wie schon am vorherigen Anschlag Mitglieder des Rechten Sektors und Krimtataren beteiligt. An den zerstörten Strommasten wurden ukrainische Fahnen befestigt. Anhänger des Medschlis des Krimtatarischen Volkes sowie ukrainische Nationalisten hinderten Sicherheitskräfte daran, die Tatorte zu betreten.
Nach dem Stromausfall wurde der Warenverkehr zur Halbinsel von der Regierung in Kiew selbst offiziell unterbrochen. Ministerpräsident Arsenij Jazenjuk ordnete bei einer Sondersitzung an, eine Liste mit Waren zu erstellen, die blockiert werden sollten. Zudem sprach er sich dafür aus, einen Stromliefervertrag mit den Krim-Behörden zu beenden.

### Russisch-Ukrainischer Krieg

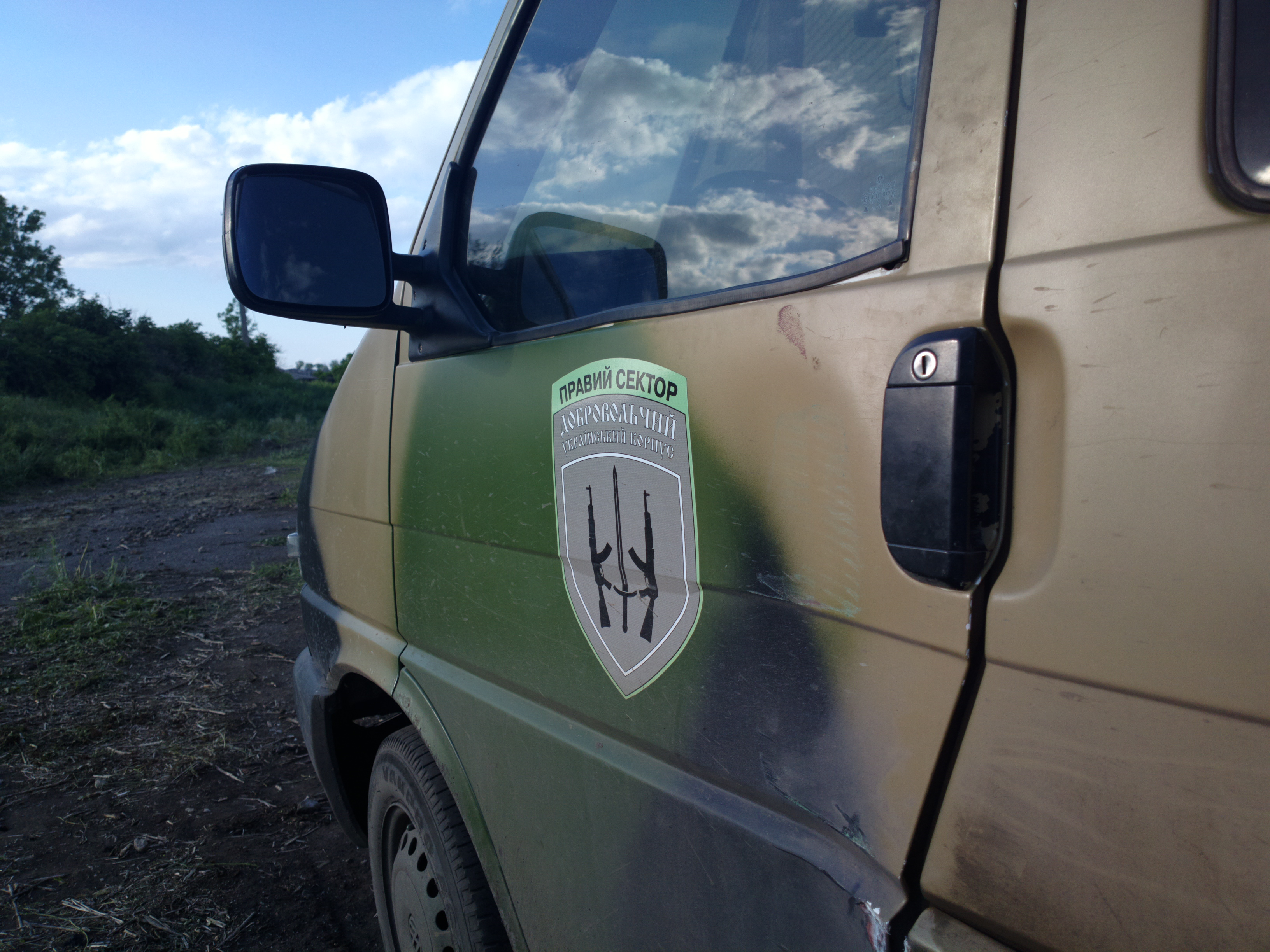
Ein Fahrzeug des Rechten Sektors während des Russisch-Ukrainischen Kriegs

Mit Beginn des russischen Kriegs in der Ukraine gründete der Prawyj Sektor eine Freiwilligeneinheit, das Ukrainische Freiwilligenkorps, mit dem Ziel, die prorussischen Separatisten zu bekämpfen. Unter anderem waren diese Einheiten im Juli 2014 an den Kämpfen um Karliwka in der Oblast Donezk beteiligt. Am 13. August 2014 wurden bei Donezk bei einem Hinterhalt zwölf Kämpfer des Prawyj Sektor getötet, die in einem Bus zum Einsatzort unterwegs waren. Während der Zweiten Schlacht um den Flughafen Donezk wurde Jarosch am 21. Januar 2015 bei Pisky schwer verwundet. Die Menschenrechtsgruppe Amnesty International berichtete im Mai 2015 von Entführungen und Folter, die von Kämpfern des Prawyj Sektor im Konfliktgebiet begangen werden.
Nach eigenen Angaben stammen mehr als 50 Mitglieder des Ukrainischen Freiwilligenkorps des Prawyj Sektor aus Russland und Belarus. Die Mitglieder aus Russland geben an, in der Opposition zu Putin zu stehen.

## Tätigkeiten als Partei
Am 7. März 2014 kündigte der Prawyj Sektor an, die Gruppe in eine politische Partei umzuwandeln. Dmytro Jarosch werde bei der Präsidentschaftswahl am 25. Mai 2014 kandidieren. Jarosch erreichte nur 0,70 Prozent der Stimmen, somit hatte er sogar mit Oleh Tjahnybok von der Swoboda-Partei, welcher 1,16 Prozent erreichte, zusammen weniger Stimmen erreicht als der jüdische Kandidat Wadym Rabinowytsch.
Bei der Parlamentswahl 2014 gewann die Partei ein Direktmandat in der Werchowna Rada.
Im Juni 2015 überfielen Mitglieder des Rechten Sektors eine LGBT-Parade in Kiew.
Ende Dezember 2015 wurde bekannt, dass Jarosch die Partei verlässt.

### Konflikt mit der ukrainischen Regierung
Am 11. Juli 2015 wurden durch ein Feuergefecht zwischen Mitgliedern des Rechten Sektors und der ukrainischen Polizei in der westukrainischen Stadt Mukatschewo zwei Mitglieder des Rechten Sektors erschossen. Nach einer Verlautbarung der Sicherheitskräfte haben sich Mitglieder des Rechten Sektors mit „Kriminellen“ getroffen und anschließend die Polizei mit Granatwerfern und anderen schweren Waffen angegriffen. Die Partei dementierte dies und gab an, von „Banditen“ und „Drogenhändlern“ angegriffen worden zu sein. Innenminister Arsen Awakow kündigte eine „Spezialoperation“ an, um den Rechten Sektor in der Region zu entwaffnen. Teile der Stadt mussten evakuiert werden. Nach dem Feuergefecht forderten Mitglieder des Rechten Sektors den Rücktritt Awakows und errichteten vor Kiew einen Checkpoint.
Am 21. Juli 2015 versammelten sich 3000 Mitglieder und Anhänger des Rechten Sektors zu einer Demonstration auf dem Maidan in Kiew. Parteiführer Jarosch forderte unter anderem ein Referendum über die Absetzung von Präsident Petro Poroschenko.

### Parlamentswahl 2019
Bei der Parlamentswahl 2019 scheiterte die Partei an der 5-%-Hürde und verpasste damit den Wiedereinzug in das ukrainische Parlament.

## Ausrichtung und politische Ziele
Die politische Kleinpartei steht rechts von der radikal-nationalistischen Partei Swoboda, die nach dem Sturz Wiktor Janukowytschs an der Kiewer Übergangsregierung beteiligt war. Sie sieht sich in der Tradition der ukrainischen Partisanenarmee UPA. Der Prawyj Sektor bezeichnete als sein politisches Ziel eine „nationale Revolution“ in der Ukraine sowie die „Beseitigung der inneren Okkupation“ durch die Überreste des sowjetischen Machtapparats.
Die Gruppierung lehnt liberale und demokratische Werte ab.
Ihre Aktivisten sind meist gegen eine Mitgliedschaft der Ukraine in der Europäischen Union. Sie sehen in der EU einen „Unterdrücker der europäischen Nationen“.
In seinem Wahlprogramm zur Präsidentschaftswahl 2014 forderte der Prawyj Sektor eine Verdreifachung der Ausgaben für die ukrainische Armee und die Wiedererlangung des Status der Ukraine als Atommacht. Außenpolitisch sollte die Zusammenarbeit mit Großbritannien und den USA verbessert werden, die als Garant der Sicherheit und territorialen Integrität der Ukraine gesehen werden.
Die Gruppe wird sowohl in russischen als auch in westlichen Medien regelmäßig als rechtsextrem bezeichnet; das amerikanische Time-Magazin attestierte dem Prawyj Sektor eine ideologische Nähe zum Faschismus.
In Zusammenhang mit seiner Präsidentschaftskandidatur erklärte Jarosch, seine Organisation werde Antisemitismus und Fremdenfeindlichkeit in Zukunft nicht nur nicht unterstützen, sondern mit sämtlichen rechtlichen Mitteln bekämpfen. Laut eigenen Angaben verfügt der Rechte Sektor über jüdische Mitglieder. 2014 nahm der Rechte Sektor an einer Demonstration zur Unterstützung Israels im Kampf gegen Terrorismus teil. Darüber hinaus bot die Partei an, die Juden in Odessa vor Übergriffen zu schützen. Der ukrainische Rechtsextremismus-Experte Anton Schechowtsow erklärte 2015, dass die Ideologie des Rechten Sektors eher ungewöhnlich für die extreme Rechte sei. Die Interpretation der Nation sei nicht rassisch oder ethnisch, sondern bürgerlich. Dies bedeute, dass jeder, unabhängig von seiner nationalen Zugehörigkeit, der für eine „freie Ukraine“ kämpfe, willkommen sei. Dies spiegle sich auch in der heterogenen ethnischen Zusammensetzung einiger ukrainischer Freiwilligenbataillone im Osten des Landes wider.
Jarosch sagte, dass die ukrainische Sprache weiterhin die offizielle Staatssprache bleiben sollte, es aber auch russischsprachige Mitglieder innerhalb des Rechten Sektors gebe.
Der Rechte Sektor lehnt Homosexualität als „unnatürlich“ ab.

## Reportage
- Vice: Out of Control: Ukraine's Rogue Militias auf YouTube, 25. Mai 2019 (Laufzeit: 22:03). (englisch)